# Vicente Gonzaga Doria
Vicente (o Vincenzo) Gonzaga Doria (Guastalla, 1602 — Salamanca, 23 de octubre de 1694) fue un militar italiano al servicio de España, comendador de Villafranca en la Orden de Calatrava, gentilhombre de cámara de Carlos II, capitán general de Galicia, virrey electo de Valencia (no tomó posesión del cargo), virrey de Cataluña, de Sicilia y gobernador interino del Consejo de Indias en ausencia del duque de Medinaceli.
Fue el octavo hijo del I duque de Guastalla Ferrante II Gonzaga y de Maria Vittoria Doria.
| Predecesor: Diego Benavides de la Cueva   | Gobernador de Galicia 1652 – 1658                           | Sucesor: Rodrigo Pimentel Ponce de León       |
| Predecesor: Francisco de Moura Corterreal | Virrey de Cataluña Enero de 1664 – mayo de 1667             | Sucesor: Gaspar Téllez-Girón y Sandoval       |
| Predecesor: Anielo de Guzmán              | Virrey de Sicilia Marzo – noviembre de 1678                 | Sucesor: Francisco de Benavides               |
| Predecesor: Juan Francisco de la Cerda    | Gobernador del Consejo de Indias 12 de marzo de 1680 – 1685 | Sucesor: Fernando Fajardo y Álvarez de Toledo |